# Aerobryopsis cirrifolia
Aerobryopsis cirrifolia är en bladmossart som beskrevs av Brotherus och Jean Édouard Gabriel Narcisse Paris 1909. Aerobryopsis cirrifolia ingår i släktet Aerobryopsis och familjen Meteoriaceae. Inga underarter finns listade i Catalogue of Life.